# Richard Cordray
Richard Adams Cordray (nacido el 3 de mayo de 1959) es un abogado y político estadounidense que sirvió como el primer director de la Oficina de Protección Financiera del Consumidor desde 2012 hasta 2017. Antes de su nombramiento, Cordray se desempeñó como fiscal general de Ohio, procurador general, y tesorero. Él fue  candidato demócrata para gobernador de Ohio en las elecciones de 2018.
Becario Marshall en Brasenose College, Oxford desde 1981 hasta 1983, Cordray fue editor en jefe de la Revista de Derecho de la Universidad de Chicago y posteriormente se desempeñó como asistente legal para el juez Robert Bork en la Corte de Apelaciones de los Estados Unidos para el Distrito de Columbia. , y después de eso, el juez Anthony Kennedy de la Corte Suprema de los Estados Unidos. ¡En 1987 se convirtió en un invicto cinco veces Jeopardy! campeón.
Cordray fue elegido para la Cámara de Representantes de Ohio en 1990. Después de la redistribución de distritos, Cordray decidió postularse para la Cámara de Representantes de los Estados Unidos en 1992, pero fue derrotado. Al año siguiente fue nombrado por el fiscal general de Ohio como el primer procurador general de Ohio. Su experiencia como abogado llevó a su comparecencia ante la Corte Suprema de los Estados Unidos para argumentar seis casos, en los que había trabajado anteriormente. Después de las victorias republicanas en las elecciones estatales de Ohio en 1994, Cordray dejó su puesto y se incorporó al ejercicio privado de la abogacía. Mientras que en la práctica privada se postuló sin éxito para el fiscal general de Ohio en 1998 y el Senado de los Estados Unidos en 2000. Fue elegido tesorero del Condado de Franklin en 2002 y reelegido en 2004 antes de ser elegido tesorero del estado de Ohio en 2006.
Cordray fue elegido fiscal general de Ohio en noviembre de 2008 para cubrir el resto del mandato no vencido que finaliza en enero de 2011. En 2010, Cordray perdió su candidatura para la reelección del exsenador de los EE. UU. Mike DeWine. El 17 de julio de 2011, se convirtió en jefe de la Oficina de Protección Financiera del Consumidor de Estados Unidos por nombramiento de receso y fue confirmado por el Senado de EE. UU. Como Director en 2013. Cordray dejó la agencia en noviembre de 2017, en medio de especulaciones generalizadas de que declararía su candidatura a Gobernador de Ohio. El 5 de diciembre de 2017, anunció oficialmente su candidatura para ser Gobernador de Ohio.